# Seleção dos Estados Unidos de Polo Aquático Masculino
A Seleção dos Estados Unidos de Polo Aquático Masculino representa os Estados Unidos em competições internacionais de polo aquático.

## Títulos e desempenho
- Jogos Olímpicos (1): 1904 (prata em 1984, 1988 e 2008; bronze em 1924, 1932 e 1972)[2]
- Jogos Pan-Americanos (13): 1959, 1967, 1971, 1979, 1983, 1987, 1995, 1999, 2003, 2007, 2011, 2015, 2019
- Campeonato Mundial (2): 1991 e 1997

## Ligações Externas
- «Sítio oficial» (em inglês)